# Valerio Sannicandro
Valerio Sannicandro (* 1971 in Bisceglie) ist ein italienischer Dirigent und Komponist Neuer Musik.

## Leben
Valerio Sannicandro studierte Komposition bei York Höller an der Hochschule für Musik Köln und an der Frankfurter Musikhochschule bei Hans Zender, sowie Dirigieren bei Péter Eötvös.
Als Dirigent hat er unter anderem Werke von Varese, Carter, Grisey, Fedele und Donatoni interpretiert und von Karlheinz Stockhausen die „Hoch-Zeiten“ aus Sonntag (Licht) erstaufgeführt. Er erhielt Kompositionsaufträge von unter anderem der Darmstädter Ferienkurse, Bayerischen Staatsoper, Donaueschinger Musiktage, IRCAM und der Biennale di Venezia.
Sannicandro war Composer in Residence 2008 am ZKM Karlsruhe und 2008–2009 am Staatstheater Cottbus. 2014 erhielt er den Claudio-Abbado-Kompositionspreis der Orchester-Akademie der Berliner Philharmoniker.

## Schriften / Kompositionen (Auswahl)
- Komposition als semiotischer Prozess (Dissertation Musikhochschule Köln)
- Space and Spatialization as Discrete Parameter in Music Composition. A Space-Oriented Approach to écriture: From Acoustic through Informatics to Musical Notation (PhD Dissertation Technische Universitaet-Berlin)